# Trupanea pennula
Trupanea pennula
 es una especie de insecto díptero que Dirlbek y Dirlbekova describieron científicamente por primera vez en el año 1971.
Esta especie pertenece al género Trupanea de la familia Tephritidae.